# رجب ایودیک ۴
رجب ایودیک ۴ (ترکی: Recep İvedik 4) یک فیلم کمدی محصول سال ۲۰۱۴ سینمای ترکیه به کارگردانی توگان گوکباکار با بازی شاهان گوکباکار در نقش رجب است.

## داستان
رجب مربی فوتبال بچه‌های محله است. رجب از دوران بچگی خود در آن محله فوتبال بازی می‌کرد از آنجایی که محله آن‌ها منطقه محروم حساب می‌شد رجب تصمیم گرفت در جهت ارتقای این محله تلاش کند. او از آنجایی که می‌دانست بچه‌ها بسیار علاقه‌مند به فوتبال هستند تصمیم نهایی خود را گرفت.
او تصمیم گرفت زمین‌های فوتبال این منطقه محروم را بخرد اما مشکل اصلی اینجاست که هزینه خرید این زمین‌ها بسیار بالا بوده و رجب توانایی خرید آن‌ها را ندارد. بعد از تلاش‌های بی فایده، رجب برای گرفتن وام از بانک درخواست می‌دهد اما موفق به گرفتن وام نمی‌شود.
در پی این ماجراها رجب به‌طور تصادفی در تلویزیون با آگهی مسابقه‌ای در یک جزیره ناشناخته به ارزش ۵۰۰٬۰۰۰ لیر ترکیه روبرو می‌شود. ابتدا او قبول نمیکند به آن جزیره برود اما در اخر قبول و در مسابقه شرکت میکند در ابتدا اتفاقات خوبی برای رجب نمی‌افتد و به مشکلات زیادی برخورد می‌کند اما در طی مسابقه با شکست حریفان به جایگاه خوبی می‌رسد. با این اتفاق‌ها ما صحنه‌های بسیار خنده‌دار و جذابی در این قسمت مشاهده می‌کنیم.